# Courier (police de caractères)
Pour les articles homonymes, voir Courier.
Courier est une police de caractères à chasse fixe (tous les caractères ont exactement la même largeur) de typographie égyptienne (à empattement carré).

## Historique
Courier a été dessinée par Howard Kettler en 1955, pour le compte d’IBM qui l’utilisera pour la première fois en 1961 sur sa machine à écrire Selectric.
Courier New est une version utilisée par Microsoft depuis Windows 3.1.

Exemple de Courier New, utilisé par Microsoft depuis Windows 3.1.

## Alternatives libres
- Liberation Mono a une métrique équivalente.